# Mandesan
Mandesan is een bestuurslaag in het regentschap Blitar van de provincie Oost-Java, Indonesië. Mandesan telt 4120 inwoners (volkstelling 2010).